# Attentats de 1995 en France
Les attentats de 1995 en France sont une série d’attaques terroristes islamistes qui se sont déroulées entre juillet et octobre 1995 en France, faisant 8 morts et près de  200 blessés. Ceux-ci furent officiellement attribués au Groupe islamique armé (GIA), basé en Algérie, pays qui fut frappé par la guerre civile.

## Contexte
Ces attentats s’inscrivent dans le cadre de la guerre civile algérienne qui oppose le gouvernement algérien à des groupes islamistes entre 1992 et 2002. La France a une position complexe par rapport à ce conflit : Alain Juppé, ministre des Affaires étrangères de 1993 à 1995 tient d’abord un discours très anti-islamiste avant de prôner l’ouverture d’un dialogue avec ceux qui accepteraient de mettre les « kalachnikovs au vestiaire ». Charles Pasqua, qui est ministre de l’Intérieur, soutient le régime militaire. L'élection présidentielle française de 1995 permet l’arrivée au pouvoir de Jacques Chirac, et d’Alain Juppé son Premier ministre.
Les attentats de 1995 font partie d'une série d'attaques du GIA, qui débute avec l'assassinat de cinq Français à Alger en août 1994 puis la prise d’otage à bord d'un avion d'Air France en décembre 1994 ; et qui se poursuivra, en mars 1996, avec l'enlèvement et l’assassinat de sept moines du monastère de Tibhirine. Puis le 3 décembre 1996 a lieu un attentat dans la gare de Port-Royal à Paris. Celui-ci, bien que comparable à celui du 25 juillet 1995 (attentat du RER B à Saint-Michel), n'y semble pas lié.

## Chronologie

### 1994-1995: structuration de quatre réseaux
Le réseau dit des poseurs de bombes du GIA se constitue en 1994. Ali Touchent dit Tarek, arrivé en France en 1988 et qui a déjà échappé aux policiers en 1993 et mars 1995 a pour mission de mettre en place un réseau conçu pour exporter le terrorisme en France. Il est en liaison avec Rachid Ramda qui finance le réseau. Ali Touchent rencontre Safé Bourada en février 1994 puis Khaled Kelkal en juillet. Les deux hommes constituent leur réseau, respectivement à Chasse-sur-Rhône et à Vaulx-en-Velin. Plus tard en juin 1995, Boualem Bensaïd dit Medhi rejoint la France avec un faux passeport tandis que Safé Bourada convoie Smaïn Aït Ali Belkacem de l’Italie jusqu’à Lille. Ce dernier constitue un réseau avec deux autres personnes. Le quatrième réseau est situé à Paris, il loue deux appartements, boulevard Ornano et rue Félicien-David qui serviront de cache. Ali Touchent disparaît et laisse la main à Boualem Bensaïd qui forme le groupe de Kelkal à la fabrication d’engins explosifs.
Selon plusieurs médias, Ali Touchent serait un agent secret algérien, et aurait reçu ses ordres des généraux algériens. Ceux-ci auraient depuis plusieurs années pris le contrôle du GIA, d’abord pour éliminer les vrais islamistes, puis pour discréditer le mouvement auprès de la population en assassinant des civils. En 1995, la France avait pris ses distances avec le régime algérien. Les attentats auraient été un avertissement aux dirigeants français. Depuis, ceux-ci n’ont plus mis en cause le régime,,.

### 11 juillet 1995: assassinat de l'imam Sahraoui
Le 11 juillet 1995, vers 18h20, l’imam Abdelbaki Sahraoui, cofondateur du Front islamique du salut (FIS, organisation concurrente du GIA), et son secrétaire sont abattus dans la mosquée de la rue Myrha dans le 18e arrondissement de Paris par deux hommes armés d’un fusil à pompe et d’un pistolet. Après l’assassinat, les deux tueurs courent quelques centaines de mètres et braquent un véhicule. L’enquête n’a jamais permis d’identifier les auteurs.
Le 15 juillet, une Seat Ibiza force un barrage de police et tire sur des policiers à Bron.
Les auteurs de l’assassinat et de la fusillade ne seront pas identifiés, même si le lien a été fait avec le réseau de Khaled Kelkal.

### 25 juillet: attentat du RER B à Saint-Michel

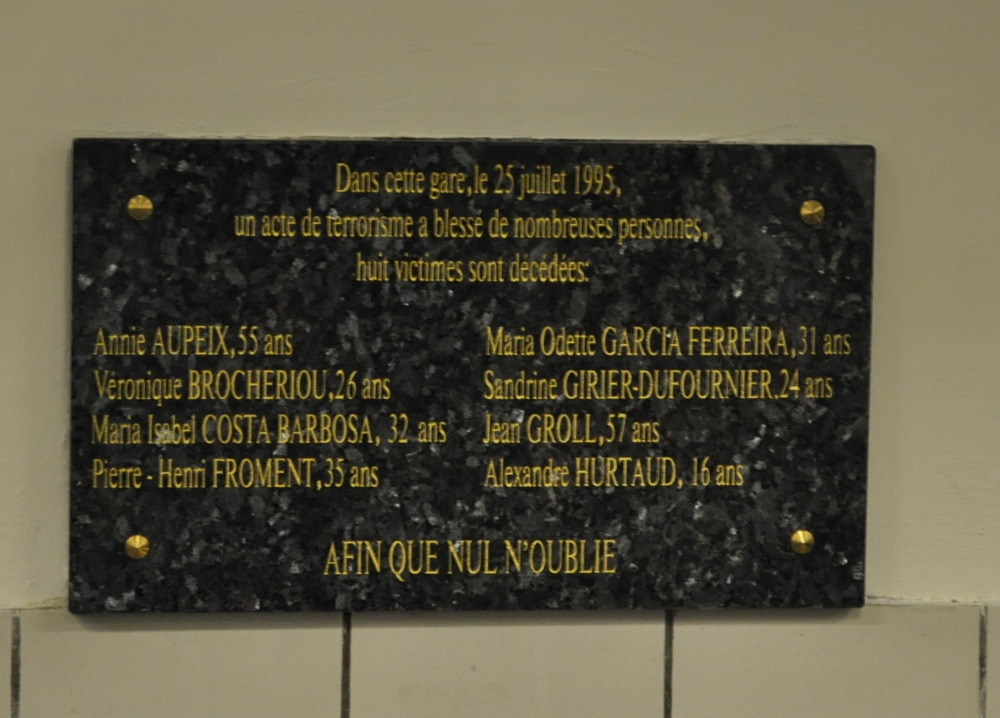
Plaque commémorative à la station du RER B St Michel Notre Dame à Paris

Le 25 juillet à 17h30, une bouteille de gaz bourrée d’écrous explose dans le RER parisien à la gare de Saint-Michel - Notre-Dame. Le bilan final est de 8 morts et 117 blessés.
Les enquêtes seront menées par la direction nationale anti-terroriste.

### 17 août: attentat de la place Charles-de-Gaulle
Le 17 août, une nouvelle bombe cachée dans une poubelle fait 11 blessés à Paris près de la place Charles-de-Gaulle. Il s’agit encore d’une bonbonne de gaz avec des clous.

### 26 août: attentat raté sur une ligne TGV
Le 26 août, une bombe est découverte sur la LGV Sud-Est près de Lyon à Cailloux-sur-Fontaines. Elle était supposée exploser au passage d’un TGV.
À partir de ce moment, l’enquête policière qui piétinait bascule, les empreintes de Khaled Kelkal et de Boualem Bensaïd, dont l’existence n’est pas encore connue, sont retrouvées sur la bombe. Khaled Kelkal est rapidement identifié, et sa photo est affichée dans toute la France.

### 3 septembre: attentat raté dans un marché parisien
Le 3 septembre à 11h, une cocotte-minute remplie de clous et d’écrous est dissimulée sous l’étal d'un marchand de légumes explose sur le marché du boulevard Richard-Lenoir dans le 11e arrondissement de Paris. Seul le couvercle de l’autocuiseur a volé en éclats, ce qui correspond probablement à l’explosion du détonateur, mais la charge principale est restée intacte. Quatre personnes sont blessées, alors que le bilan aurait pu être plus lourd si l’engin avait fonctionné.

### 4 septembre: tentative d'attentat dans une sanisette parisienne
Le 4 septembre, une bouteille de gaz est trouvée puis désamorcée dans des toilettes publiques place Charles-Vallin à Paris, près d’une école. Elle aurait dû exploser la veille.

### 7 septembre: attentat contre une école juive de Villeurbanne
Le 7 septembre, à 16h35, une voiture piégée explose, à quinze mètres de l’une des entrées de l’école juive Nah’alat Moché, à Villeurbanne, ville mitoyenne avec Lyon. Dix minutes plus tard, la plupart des sept cents enfants présents, âgés de deux à quinze ans, devaient emprunter cette sortie. Tous les enfants étaient en classe au moment de l’explosion. Il y eut en revanche 14 blessés dont un grave parmi les passants et les parents stationnant devant l’école.
Deux jours plus tard, un important coup de filet a lieu dans le milieu des activistes islamistes lyonnais, donnant lieu à 31 interpellations et l’enquête démontre par la suite que le terroriste Khaled Kelkal est directement lié à l’attaque. Le lendemain de l’attaque, le plan Vigipirate est activé.
Le 15 septembre, le ministre de l’Intérieur Jean-Louis Debré confie au cours d’un déjeuner avec des journalistes que la sécurité militaire algérienne a orienté les policiers français sur des fausses pistes. Ces propos, immédiatement démentis, auraient été un message vers Alger sur les doutes des autorités françaises quant aux commanditaires de ces attentats.

### 27-29 septembre: fusillade dans les monts du Lyonnais, mort de Khaled Kelkal
Le 27 septembre, un ramasseur de champignons signale à des gendarmes la présence de personnes suspectes campant dans les bois du col de Malval dans les monts du Lyonnais. Les gendarmes ne trouvent qu’un homme à qui ils demandent de présenter ses papiers. Ce dernier répond en leur tirant dessus avec un fusil à pompe. S’ensuit un échange de tirs au cours duquel l’homme, Karim Koussa, un ami de Kelkal, est touché à six reprises mais ne succombe pas. Les gendarmes distinguent une ombre s'échappant du campement, c'est Khaled Kelkal. Une R9 suspecte est aussi repérée. Deux amis de Kelkal, Abdelkader Bouhadjar et Abdelkader Mameri, originaires comme lui de Vaulx-en-Velin, sont interpellés. Ils sont chargés de le ravitailler.
Une chasse à l'homme est alors organisée pour retrouver Kelkal. Le 29 septembre, il est localisé au lieu-dit « Maison Blanche » à Vaugneray. Il tente de résister et il est abattu par les gendarmes de l'EPIGN.
La mort de Kelkal a été filmée et montrée à la télévision. De ces images s'ensuit une polémique sur les raisons exactes de sa mort. Sur le film, on constate que les gendarmes sont à proximité du corps, et on entend l'un d'eux s'écrier « Finis-le, finis-le » (20H de France 2 le 30 septembre 1995). Cependant, sur les images, il semble que Kelkal, blessé aux jambes, ait visé les gendarmes avec son arme. Contrairement aux policiers, les gendarmes sont autorisés à faire usage de leur arme même s'ils ne sont pas en état de légitime défense, mais seulement dans certaines circonstances.
Le fusil à pompe utilisé par Koussa est le même que celui qui a été utilisé les 11 et 15 juillet.

### 6 octobre: attentat avenue d'Italie à Paris
Le 6 octobre, jour de l’enterrement de Khaled Kelkal, une bombe (bouteille de gaz avec des clous et boulons) cachée dans une poubelle explose près de la station de métro Maison-Blanche. Relativement inoffensive car repérée avant d’exploser, elle fait néanmoins 12 blessés légers. On retrouve sur la bombe les empreintes de Boualem Bensaïd. Le choix de la cible (Maison-Blanche) est supposé être une référence au lieu-dit où est abattu Kelkal.
Le lendemain, un communiqué d’un chef du GIA Djamel Zitouni, daté du 23 septembre, parvient à l’agence de presse Reuters au Caire. Il revendique officiellement le « jihad », « les frappes militaires au cœur même de la France » pour la punir de son soutien au régime d’Alger. Il est accompagné d’une lettre qui aurait été envoyée le 23 août à l’ambassade de France à Alger, sommant Jacques Chirac de se convertir à l’Islam.

### 17 octobre: attentat du RER C
Le 17 octobre, une rame du RER C est perforée par l’explosion d’une bombe entre les gares du musée d'Orsay et de Saint-Michel - Notre-Dame vers 7 h (non loin du lieu de l’attentat du 25 juillet). Une trentaine de personnes sont blessées. Par la suite, les enquêteurs retrouveront sur Smaïn Aït Ali Belkacem une Carte Orange utilisée ce jour-là en sortie de la gare de Javel entre 6 h 52 et 7 h.

### 1-2 novembre: arrestation de Boualem Bensaïd
En remontant la piste du « groupe Kelkal », les enquêteurs s’intéressent à Nasserdine Slimani et constatent qu’il téléphone régulièrement au numéro d’une cabine située avenue de Versailles, dans le 16e arrondissement de Paris. Toutes les cabines sont alors mises sous surveillance. À Lille, un autre réseau est surveillé par les Renseignements généraux. Le 31 octobre, les policiers assistent à la rencontre entre Slimani et Boualem Bensaïd. Le lendemain, c’est ce dernier qui appelle le groupe des « Lillois » afin de préparer un nouvel attentat sur le marché de Wazemmes. Il est arrêté le jour même, et le groupe lillois dès le lendemain.
Rachid Ramda est arrêté à Londres le 4 novembre, ainsi que Safé Bourada à Paris le 9 novembre. La comptabilité de la campagne d’attentats est retrouvée chez Rachid Ramda qui a financé 123 959 francs à Boualem Bensaïd et Ali Touchent en voyages, logements, bonbonnes de gaz, poudre noire, désherbant, piles, réveils, ampoules et mitraille.
Le 21 décembre, les enquêteurs localisent Ali Touchent à Lyon mais celui-ci a disparu. Selon la police algérienne, il est abattu en Algérie le 23 mai 1997.
| Date        | Lieu                                       | Victimes                  | Suites judiciaires                                                              |
| ----------- | ------------------------------------------ | ------------------------- | ------------------------------------------------------------------------------- |
| 11 juillet  | Double assassinat de la rue Myrha (Paris), | 2 morts                   |                                                                                 |
| 25 juillet  | Paris, gare Saint Michel                   | 8 morts, 117 blessés      | Condamnation de Smaïn Aït Ali Belkacem et de Boualem Bensaïd le 30 octobre 2002 |
| 17 août     | Paris, place de l’Étoile                   | 11 blessés                | Non lieu du 4 juin 2004                                                         |
| 26 août     | Cailloux-sur-Fontaines                     | Aucune (bombe désamorcée) | Condamnation de Boualem Bensaïd le 17 novembre 2000                             |
| 3 septembre | Paris, marché Richard-Lenoir               | 4 blessés                 | Non lieu du 17 septembre 2001                                                   |
| 4 septembre | Paris, place Charles-Vallin                | Aucune (bombe désamorcée) | Non lieu du 13 septembre 2001                                                   |
| 7 septembre | Villeurbanne                               | 14 blessés                | non connues                                                                     |
| 6 octobre   | Paris, avenue d’Italie                     | 18 blessés                | Condamnation de Smaïn Aït Ali Belkacem et de Boualem Bensaïd le 30 octobre 2002 |
| 17 octobre  | Paris, gare Musée d’Orsay                  | 26 blessés                | Condamnation de Smaïn Aït Ali Belkacem et de Boualem Bensaïd le 30 octobre 2002 |

### 1997 - 2009: procès
Le procès du réseau de Chasse-sur-Rhône se tient en 1997, Safé Bourada est condamné à 10 ans de prison pour « association de malfaiteurs en relation avec une entreprise terroriste ». Celui des 24 membres du réseau Kelkal se tient en 1999,.
En 2000 se tient le procès devant la Cour d'assises spéciale de Paris de Boualem Bensaïd pour la tentative d’attentats du 26 août et les tentatives de meurtres de policiers (quatre blessés) à Bron le 15 juillet ; et de Karim Koussa sur la même fusillade de Bron et une autre envers les gendarmes au col de Malval le 27 septembre. Boualem Bensaïd est condamné à trente ans de réclusion criminelle (mais est acquitté sur la fusillade) et Karim Koussa à vingt ans. Boualem Bensaïd fait appel de ce jugement qui est confirmé en seconde instance,,.
Le procès de Boualem Bensaïd et de Smaïn Aït Ali Belkacem devant la cour d’assises spéciale de Paris se tient du 1er au 30 octobre 2002. Il concerne les attentats du 25 juillet, du 6 et du 17 octobre. Boualem Bensaïd (en tant qu’auteur) et Smaïn Aït Ali Belkacem (en tant que complice) sont condamnés à la réclusion criminelle à perpétuité, avec une période de sûreté de 22 ans. Un procès en appel en 2003 confirme ce jugement, et un pourvoi en cassation est rejeté en 2004.
Rachid Ramda ne sera pas extradé avant décembre 2005 et est donc le grand absent du procès de 2002. Il est condamné en mars 2006 à dix ans de prison pour « association de malfaiteurs en relation avec une entreprise terroriste ». À son procès devant la cour d’assises spéciale de Paris, il est condamné en 2007 à la réclusion criminelle à perpétuité assortie d’une peine de 22 ans de sûreté pour complicité dans les attentats du 25 juillet, du 6 et du 17 octobre. La peine est confirmée au procès en appel en 2009.
Safé Bourada, libéré en 2003, aurait remonté un réseau avant d’être à nouveau arrêté en 2005 puis condamné à quinze ans d'emprisonnement.
Entre 2022 et 2025, sa période de sûreté étant terminée, Boualem Bensaïd dépose plusieurs demandes de libération conditionnelle, refusées par le tribunal d’application des peines, puis la cour d’appel et la Cour de cassation. Une demande est finalement acceptée en juillet 2025, il pourrait ainsi être libéré et expulsé vers l’Algérie,.

### 2010: tentative d'évasion de Smaïn Aït Ali Belkacem
En 2010, une quinzaine de personnes dont Amedy Coulibaly et Djamel Beghal projettent de faire évader Smaïn Aït Ali Belkacem. Ils sont arrêtés avant d’avoir pu réaliser leur action. Djamel Beghal et Smaïn Aït Ali Belkacem sont jugés en 2013 pour « association de malfaiteurs en relation avec une entreprise terroriste ». Le 20 décembre 2013, le tribunal condamne notamment Smaïn Aït Ali Belkacem à douze ans de prison supplémentaires,,.

## Répercussions
Les relations entre l’Algérie et la France furent très affectées par ces événements ; le président Chirac refuse de recevoir les ministres algériens. Il évoque ouvertement une possible manipulation du GIA par les services secrets algériens.
La législation sur le terrorisme, développée en France à partir de 1986, est renforcée avec une loi dont le projet est déposé en octobre 1995 et qui sera promulguée le 22 juillet 1996. Cette loi va dans certaines conditions autoriser les perquisitions de la police, y compris de nuit. Le fait de participer « à un groupement formé ou à une entente établie en vue de la préparation » d’un acte terroriste « caractérisée par un ou plusieurs faits matériels » devient assimilé à un acte de terrorisme, ce qui permettra le déploiement d’une doctrine de « neutralisation judiciaire préventive »,. En raison de ces attentats, Paris suspendit l’application des accords de Schengen qui venaient d’entrer en vigueur, et ne leva les contrôles aux frontières qu’en mars 1996. Le plan Vigipirate, activé en septembre 1995, est toujours en vigueur.
Pour prévenir le risque d'attentats utilisant un mode opératoire proche, les métros et RER parisiens ont été progressivement dotés de grilles empêchant de déposer des bagages sous les sièges, et les poubelles publiques de la ville ont été remplacées par des modèles permettant d'en voir le contenu (structure grillagée plutôt que pleine, sacs transparents et non opaques).
En 1997, Lionel Jospin est nommé Premier ministre. Il avait auparavant pris position contre les massacres de civils en Algérie, mais se montre particulièrement prudent une fois aux responsabilités. Cette crise s’amenuise avec l’accession au pouvoir d’Abdelaziz Bouteflika.

### Documentaires télévisés
- « Khaled Kelkal, Ennemi public no 1 » en décembre 2006, avril 2008 et août 2010 dans Faites entrer l'accusé présenté par Christophe Hondelatte sur France 2.
- « Il y a 20 ans, les attentats de 1995 » le 22 mai 2005 dans Secrets d'actualité sur M6.

### Articles plus généraux
- Londonistan
- Terrorisme
- Terrorisme islamiste en France